# Juan Sobreira
Juan Sobreira Salgado (Beade, provincia de Orense, junio de 1746 - Madrid, 30 de abril de 1805), botánico, lexicógrafo, historiador y abad benedictino gallego.

## Biografía
Tomó el hábito benedictino en el Monasterio de Sopetrán, el 17 de noviembre de 1761, y profesó el 21 de noviembre de 1762. Estudió filosofía en el colegio de Ribas de Sil (1763-1766) y Teología en el de Salamanca (1766-1769). Luego fue pasante de Eslonza (69-73), predicador en el Monasterio de Montserrat de Madrid (73-77), San Martín de Madrid (1777-1781), Sahagún (1781-1785), Carrión (1785-1789) y Santiago y estuvo otra vez en Ribas de Sil (1793-1797). Fue abad de Nuestra Señora de Sopetrán entre 1801 y 1805; falleció en este último año cuando acudía a un capítulo general de su orden en el Monasterio de San Martín, en Madrid. 
Tuvo fama de muy estudioso y buen diplomático e historiador; por eso fue nombrado correspondiente de la Real Academia de la Historia en 1786.

## Obra
Dejó diversos manuscritos sobre botánica y filología de la lengua gallega, entre estos últimos un diccionario de la lengua gallega del cual se parovechó más tarde Francisco Javier Rodríguez Gil para su Diccionario gallego-castellano (1854). En la Biblioteca de la Real Academia de la Historia hay cinco volúmenes de documentos recogidos y transcritos por él.